# گریگور هاخینیان
گریگور موشغی هاخینیان (ارمنی: Գրիգոր Մուշեղի Հախինյան؛   زادهٔ ۲۰ آوریل ۱۹۲۶ - درگذشته ۶ مارس ۱۹۹۱) երաժշտության ուսուցիչ، կոմպոզիտոր و երաժշտության ուսուցիչ اهل ارمنستان بود.

## زندگی‌نامه
وی در ۲۰ آوریل ۱۹۲۶ در قاراکیلیسا یا ایروان به دنیا آمد و از کنسرواتوار دولتی کومیتاس ایروان (۱۹۵۷)  فارغ‌التحصیل گشت. وی همچنین برنده جوایزی همچون چهره هنری شایسته ارمنستان شوروی هنرمند مردمی ارمنستان شوروی (۱۹۹۰) و نشان پرچم سرخ کار (۱۹۷۶) شد. وی در ۶ مارس ۱۹۹۱ در سن ۶۴ سالگی در [[]] درگذشت و در آرامستان مرکزی ایروان (توخماخ) به خاک سپرده شد.